# Lillbäcken Ljungå
Lillbäcken Ljungå este o arie protejată (arie specială de conservare — SAC, sit de importanță comunitară — SCI) din Suedia întinsă pe o suprafață de 0,47 ha, integral pe uscat.

## Localizare
Centrul sitului Lillbäcken Ljungå este situat la coordonatele 62°45′37″N 16°18′36″E / 62.7604°N 16.31°E.

## Înființare
Situl Lillbäcken Ljungå a fost declarat sit de importanță comunitară în iulie 2000 pentru a proteja un număr necunoscut de specii din flora spontană și fauna sălbatică aflate în arealul zonei. Situl a fost protejat și ca arie specială de conservare în martie 2011.

## Biodiversitate
Situată în ecoregiunea boreală, aria protejată conține 1 habitat natural: Păduri fino-scandinave bogate în ierburi cu Picea abies.
La baza desemnării sitului se află un număr nedeclarat de specii protejate.